# Межівська селищна рада
Межівська се́лищна ра́да — адміністративно-територіальна одиниця та орган місцевого самоврядування в Межівському районі Дніпропетровської області. Адміністративний центр — селище міського типу Межова.

## Загальні відомості
- Територія ради: 124,877 км²
- Населення ради: 9 476 осіб (станом на 2001 рік)
- Територією ради протікають річки Солона, Вовча, Бик

## Населені пункти
Селищній раді підпорядковані населені пункти:
- смт Межова
- с. Веселе
- с. Вознесенське
- с. Жукове
- с. Запорізьке
- с. Новолозуватівка
- с. Славне
- с. Степове
- с. Українка

## Склад ради
Рада складається з 30 депутатів та голови.
- Голова ради: Василенко Валерій Миколайович
- Секретар ради: Ілюшина Оксана Вікторівна

### Керівний склад попередніх скликань
| Прізвище, ім'я, по батькові   | Основні відомості                                                                            | Дата обрання | Дата звільнення |
| ----------------------------- | -------------------------------------------------------------------------------------------- | ------------ | --------------- |
| Тютченко Прокофій Миколайович | Селищний голова, 1949 року народження, член Соціал-демократичної партії України (об'єднаної) | 26.03.2006   | 26.01.2007      |
| Василенко Валерій Миколайович | Селищний голова, 1965 року народження, освіта вища, член Партії регіонів                     | 06.05.2007   | 31.10.2010      |
| Василенко Валерій Миколайович | Селищний голова, 1965 року народження, освіта вища, член Партії регіонів                     | 31.10.2010   |                 |

Примітка: таблиця складена за даними сайту Верховної Ради України

### Депутати
За результатами місцевих виборів 2010 року депутатами ради стали:

#### За суб'єктами висування
| Суб'єкт висування                                       | Кількість обраних депутатів | %    |
| ------------------------------------------------------- | --------------------------- | ---- |
| Партія регіонів                                         | 22                          | 73,3 |
| Політична партія «Сильна Україна»                       | 3                           | 10   |
| Самовисування                                           | 2                           | 6,7  |
| Комуністична партія України                             | 1                           | 3,3  |
| Народна партія                                          | 1                           | 3,3  |
| Політична партія Всеукраїнське об'єднання «Батьківщина» | 1                           | 3,3  |

#### За округами
| № округу                                                | Прізвище, ім'я, по батькові      | Дата визнання обраним | Освіта  | Партійна приналежність                  | Відомості про обраного депутата                                                                                |
| ------------------------------------------------------- | -------------------------------- | --------------------- | ------- | --------------------------------------- | --- |
| Комуністична партія України                             |                                  |                       |         |                                         | |
| 12                                                      | Бойко Інна Станіславівна         | 03.11.2010            | вища    | член Комуністичної партії України       | РКЗ «Межівський територіальний центр обслуговування пенсіонерів та одиноких непрацездатних громадян», директор |
| Народна Партія                                          |                                  |                       |         |                                         | |
| 25                                                      | Бойко Юрій Станіславович         | 03.11.2010            | вища    | член Народної партії                    | управління Пенсійного фонду України в Межівському районі, головний спеціаліст                                  |
| Партія регіонів                                         |                                  |                       |         |                                         | |
| 1                                                       | Скрипник Павлина Олександрівна   | 03.11.2010            | середня | член Партії регіонів                    | приватний підприємець                                                                                          |
| 2                                                       | Макаренко Віктор Володимирович   | 03.11.2010            | середня | член Партії регіонів                    | тимчасово не працює                                                                                            |
| 3                                                       | Довженко Василь Григорович       | 03.11.2010            | вища    | член Партії регіонів                    | тимчасово не працює                                                                                            |
| 4                                                       | Угнівенко Олександр Павлович     | 03.11.2010            | вища    | член Партії регіонів                    | інспекція Державного архітектурно-будівельного контролю у Дніпропетровській області, головний інспектор        |
| 5                                                       | Дубина Ніна Георгіївна           | 03.11.2010            | вища    | член Партії регіонів                    | пересувна механізована колона № 7ВАТ"ДССМ", начальник                                                          |
| 6                                                       | Лисенко Володимир Олексійович    | 03.11.2010            | вища    | член Партії регіонів                    | ДОКП «Межівський комунсенвіс», в.о. начальника                                                                 |
| 7                                                       | Богдан Сергій Володимирович      | 03.11.2010            | вища    | член Партії регіонів                    | Межівська РДА, головний спеціаліст                                                                             |
| 8                                                       | Корнієнко Володимир Федорович    | 03.11.2010            | середня | член Партії регіонів                    | приватний підприємець                                                                                          |
| 9                                                       | Васільєва Світлана Станіславівна | 03.11.2010            | вища    | член Партії регіонів                    | Межівська районна лікарня, лікар- педіатр                                                                      |
| 10                                                      | Козлюк Володимир Павлович        | 03.11.2010            | вища    | член Партії регіонів                    | Межівське ПТУ, майстер                                                                                         |
| 11                                                      | Шкуро Костянтин Миколайович      | 03.11.2010            | вища    | член Партії регіонів                    | Межівська районна рада, завідувач відділом                                                                     |
| 14                                                      | Іванисенко Олег Олексійович      | 03.11.2010            | середня | член Партії регіонів                    | селянське фермерське господарство «Відрадне», директор                                                         |
| 15                                                      | Юхименко Олександр Григорович    | 03.11.2010            | вища    | член Партії регіонів                    | приватний підприємець                                                                                          |
| 17                                                      | Казьонна Галина Іванівна         | 03.11.2010            | середня | член Партії регіонів                    | приватний підприємець                                                                                          |
| 18                                                      | Єсіпов Роман Володимирович       | 03.11.2010            | вища    | член Партії регіонів                    | Межівська районна рада, спеціаліст по захисту прав споживачів                                                  |
| 20                                                      | Гончаров Володимир Олексійович   | 03.11.2010            | вища    | член Партії регіонів                    | Межівський район електричних мереж, головний інженер                                                           |
| 22                                                      | Земляний Костянтин Іванович      | 03.11.2010            | вища    | член Партії регіонів                    | РКП «Земельно-кадастрове бюро», директор                                                                       |
| 23                                                      | Вітюк Таміла Олександрівна       | 03.11.2010            | вища    | член Партії регіонів                    | Межівська РДА, завідувачка відділу                                                                             |
| 27                                                      | Романій Валерій Геннадійович     | 03.11.2010            | середня | член Партії регіонів                    | пенсіонер |
| 28                                                      | Ляшенко Ніна Павлівна            | 03.11.2010            | вища    | член Партії регіонів                    | редакція районної газети «Червона зірка», заступник редактора                                                  |
| 29                                                      | Даценко Сергій Володимирович     | 03.11.2010            | вища    | член Партії регіонів                    | Межівське лісництво Державного підприємства «Васильківське лісове господарство», лісничий                      |
| 30                                                      | Семенов Степан Анатолійович      | 03.11.2010            | середня | член Партії регіонів                    | приватний підприємець                                                                                          |
| Політична партія Всеукраїнське об'єднання «Батьківщина» |                                  |                       |         |                                         | |
| 16                                                      | Дяків Мар'ян Іванович            | 03.11.2010            | середня | позапартійний                           | станція Межова Донецької залізниці, оператор при черговому по станції                                          |
| Політична партія «Сильна Україна»                       |                                  |                       |         |                                         | |
| 13                                                      | Дресь Руслан Володимирович       | 03.11.2010            | вища    | член Політичної партії «Сильна Україна» | Межівське ПТУ № 76, заступник директора                                                                        |
| 24                                                      | Гвоздецький Олег Олексійович     | 03.11.2010            | вища    | член Політичної партії «Сильна Україна» | Межівське відділення ДОД НАСК"Оранта", начальник                                                               |
| 26                                                      | Окара Володимир Миколайович      | 03.11.2010            | вища    | член Політичної партії «Сильна Україна» | управління праці та соціального захисту населення Межівської РДА, головний спеціаліст                          |
| Самовисування                                           |                                  |                       |         |                                         | |
| 19                                                      | Філіпов Володимир Олександрович  | 03.11.2010            | вища    | член Партії регіонів                    | приватний підприємець                                                                                          |
| 21                                                      | Ілюшина Оксана Вікторівна        | 03.11.2010            | вища    | позапартійна                            | Межівська селищна рада, секретар                                                                               |